# Kimiangtau
Kimiangtau – osada na Wyspach Cooka (terytorium stowarzyszonego z Nową Zelandią); na wyspie Mauke; 133 mieszkańców (2006). Przemysł spożywczy.